# マス市場
マス市場、マスマーケット (英: mass market)という用語は、かなりの数の最終消費者のために大量生産された商品の市場のこと。マス市場はニッチ市場とは逆で、ニッチ市場はさまざまな背景を持つ消費者に焦点を当てており、大規模な市場セグメントで特定できる好みや期待はない。 伝統的に、企業はラジオ、テレビ、新聞、ウェブなどのさまざまなメディアを介して広告メッセージでマス市場を対象に商売を行っている。 

## 概要
マス市場は、「平均的」と認識されている一般的な家庭用品の最終消費者のグループである。このグループには非常に多様な人々が含まれているため、市場での提供に対するニーズ、用途、価格は大きく異なる可能性がある。顧客のニーズは無数にあるため、マスマーケティングを介してマス市場のすべての顧客をターゲットにすることは難しい。 したがって、マーケターは多くの場合、市場をより小さなグループまたはニッチに細分化し、同様の欲求を持つ顧客で構成し、ニッチマーケティングでそれらをターゲットにする。電気およびガスといったユーティリティ、石鹸、ペーパータオル、ガソリンなどは、マス市場向けの商品の典型的な例である。 マス市場向けの製品は、多くの場合、社会のすべてのメンバーにとって不可欠なものである。

## マーケティング
マーケティングは、マス市場で企業を互いに区別する上で重要な役割を果たす。 「市場の需要と供給によって決定される価格が、製造業者に生産量を伝える情報フィードバックシステムとして機能するという前提で運営する代わりに、新種のマーケターは市場を創造できると主張しました。」 真新しい製品を開発してメーカーが推進することは、いくつかの企業が成功を収めてきたものです。今日では、さまざまな広告手法を使用して製品やサービスを販売しているブランドは多種多様です。ブランドはソーシャルメディアへの広告が上手になり、わずかな労力で幅広い人々にリーチできるようになりました。顧客は現在、ブランドやサービスの過剰な量のオプションにさらされており、与えられたすべてのオプションで購入するのが難しくなる可能性があります。これは、マスマーケティングがこれと彼らが宣伝している市場の大きさを利用するところです。マスマーケティングは、特定のグループや人口統計ではなく、すべての人に宣伝します。企業はこれを行うことで最もよく知られており、それが彼らを成功させるものであり、彼らは最大数の顧客に宣伝しています。通常宣伝されているのは不可欠な製品またはサービスであるため、この手法も非常に成功しています。これらの必需品は、売り上げを得るために低価格で宣伝されています。
マスマーケティングは、今日の世界の企業にとって非常に競争が激しい分野である。目標は、製造コストを可能な限り低くして、競合他社よりも低価格で製品を送り出すことである。 「一方、技術開発により消費財が安くなり、可処分所得が増えるにつれ、価格は購入の問題ではなくなり、ブランド名がより重要になった。」これによりマーケティングで競合他社と一線を画せるようになった。手法として、尊敬されている有名スポーツ選手や有名人がロールモデルとして重要な役割を果たす。NFLの元MVPが支持する製品やブランドであれば良いものであるという認識が消費者に生まれる。スポーツイベントに参加する場合でも、テレビでゲームを観戦する場合でも、ゲームの過程で、あなたと他の何百万人もの視聴者が多数のブランドに触れることになる。これらのブランドが人々の前に出る回数が増えるほど、誰かまたは人々のグループが特定のブランドまたは製品に耳を傾け、親しみを持つ可能性が高くなる。 Sliburyte（2009）によると、経験的に「広告の約20〜25％が、製品の支持者として有名人を取り上げている」ことを示している。 

### マス市場の利点
- マスマーケティングは、小規模事業のマーケティングと比較して、広告の費用対効果がより大規模にスケールする
- ブランド認知度を高める効果がある
- 市場をコントロールする力がある（将来の競争相手を寄せ付けない）

### マス市場のデメリット
- 中小企業には不利
- 常に変化する消費者市場への対応が難しい

## 下落
21世紀に入ってから、大衆市場の概念は働きづらくなり、過去のものとなりつつある。この間、ブランドのドメインは大きく変化した。 「テクノロジーの進化により、消費者はこれらの大衆市場モデルを無視できるようになった。アマゾンとグーグルの登場により、消費者は特定の製品を素早くそして簡単に検索することが可能となった。」 人々は特定のブランドにコミットするのではなく、品質、価格、および入手のしやすさを検討して、より便利なものを選択するようになった。
マス市場では、テレビの存在が大きく貢献をしている。テレビ番組は、視聴者や、注目を集めている多くの人にアピールできる。 25年ほど前とは対照的に、人気のあるテレビ番組の視聴率は大幅に低下している。この低下は主に、ソーシャルメディア、アプリ、Netflix、Hulu、HBOなどのストリーミングサービスの登場によるものである。 「オプラは、週に4,800万人の視聴者がいた。それに対してエレン・デジェネレスやフィル博士のようなTVスターは、週にその10分の1未満しか視聴者がいない。」 人々はテレビ以外の様々なコンテンツを利用するようになっており、テレビがこれほど多くの視聴者を捉えることは二度とできないであろう。これは、マス市場が時代遅れになりつつある多くの事例の1つである。